# Karlov t. Doubrava
Karlov t. Doubrava (německy Karlsdorf) je malá vesnice, část obce Vidice v okrese Kutná Hora. Nachází se asi dva kilometry severně od Vidic a jeden kilometr severozápadně od Tuchotic, v katastrálním území Tuchotice o výměře 3,32 km². Vesnice leží v severozápadní části Hornosázavské pahorkatiny.

## Název
Původní jméno vesnice Karlov je odvozeno od jména jejího zakladatele Jana Bedřicha Karla Maxmiliána z Osteinu z počátku 19. století. Jméno Doubrava se objevilo nejpozději v roce 1886.
Současný oficiální název sídla je „Karlov t. Doubrava“. V původním významu se jedná o dvojitý název, neboť v minulosti byla ves označována buď jako Karlov, nebo jako Doubrava (polní trať v okolí se jmenovala V doubravách). Ve statistických lexikonech obcí a jinde proto byly uváděny oba rovnocenné názvy spojené příslovcem „také“, zkracovaném jako „t.“. Hovorově se používá jeden z názvů, dvojice jmen propojená zkratkou „t.“ se ale v pozdějších dobách ustálila jako oficiální název sídla.

## Historie
Vesnice byla založena v roce 1804 Janem Bedřichem Karlem Maxmiliánem z Osteinu. Roku 1843 byla součástí panství Malešov, po zrušení patrimoniální správy v polovině 19. století byla osadou Tuchotic, se kterými se roku 1950 stala součástí Vidic.

## Fotogalerie

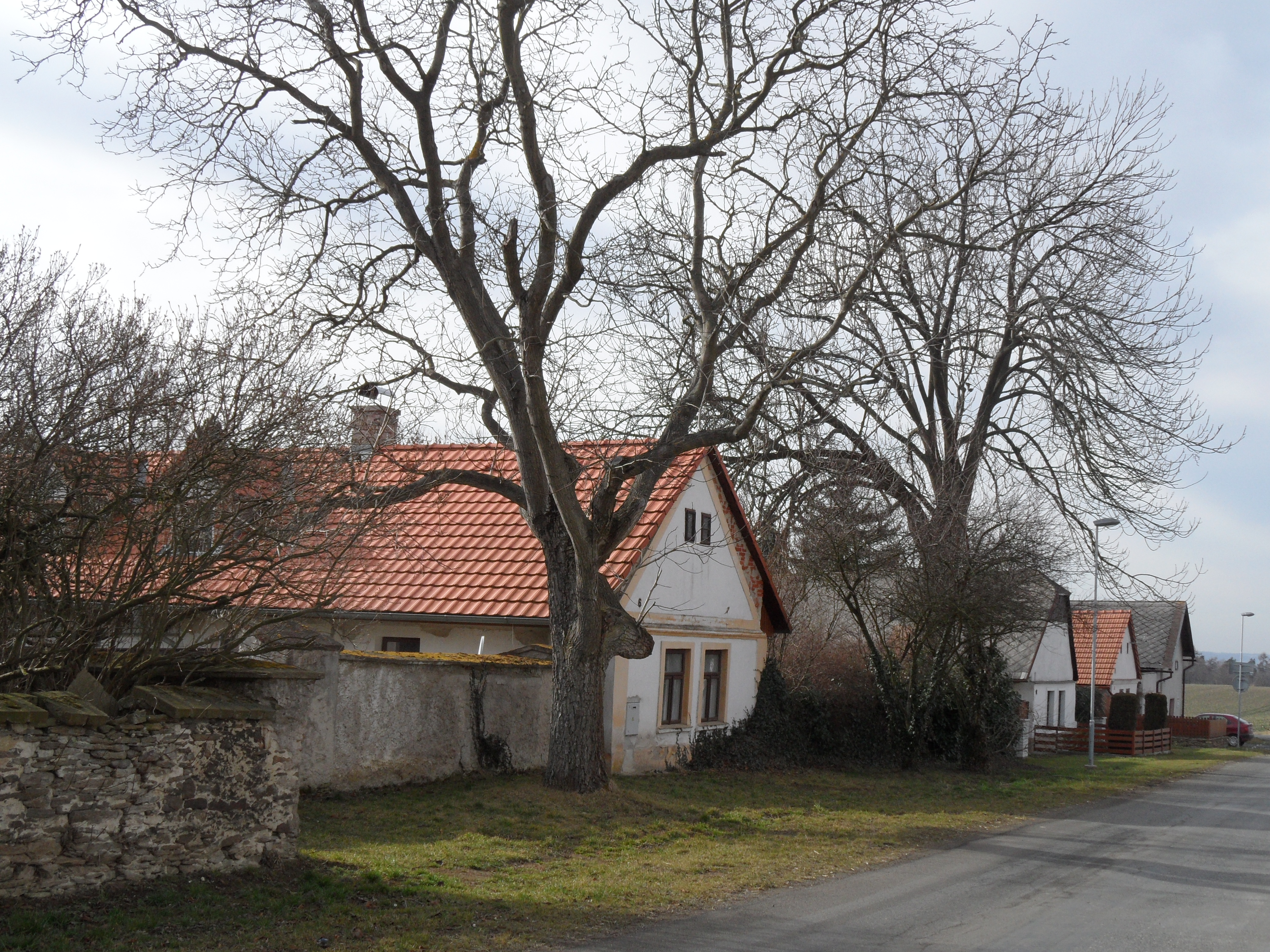
Západní část vsi
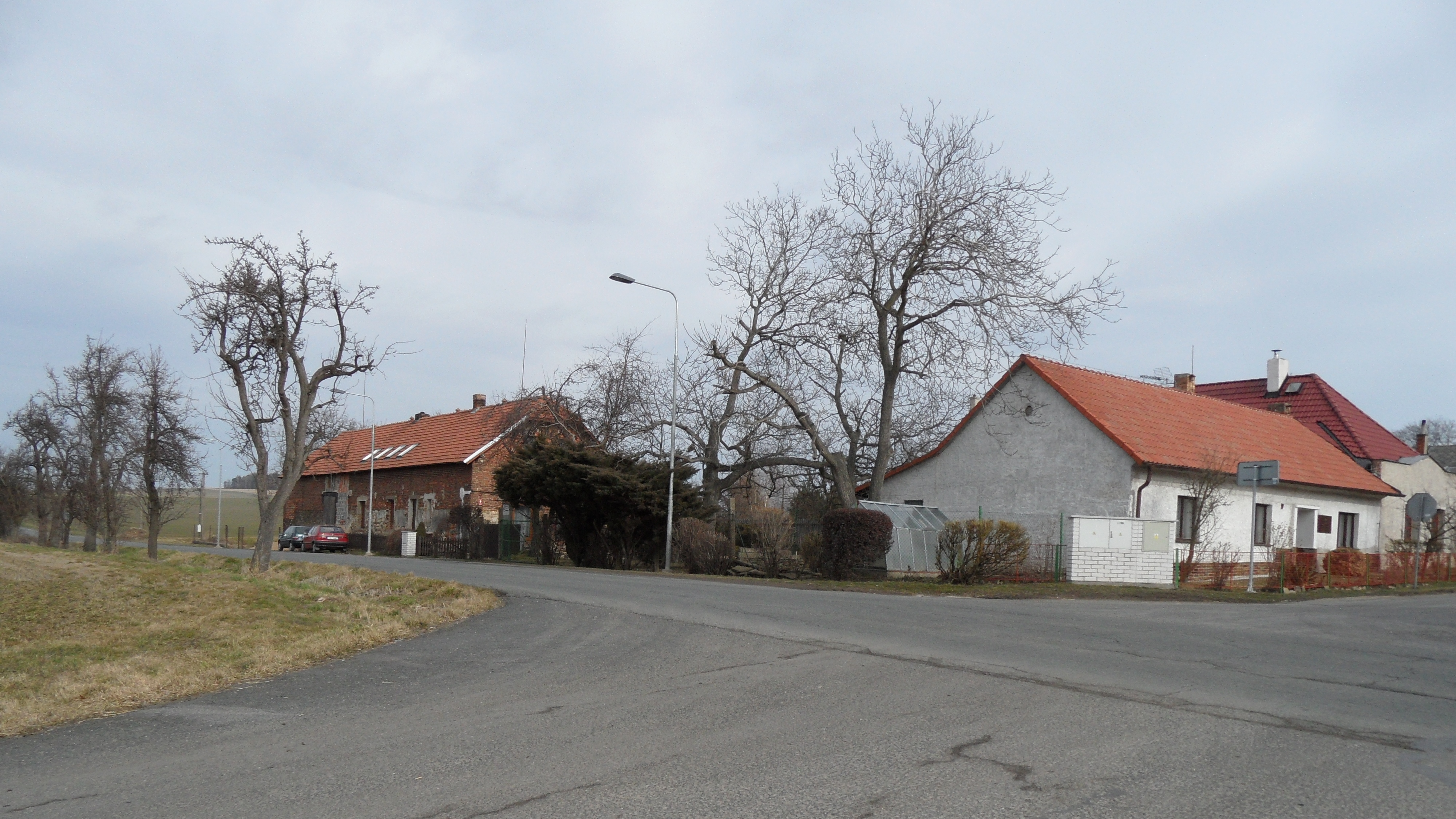
Severozápadní okraj vesnice
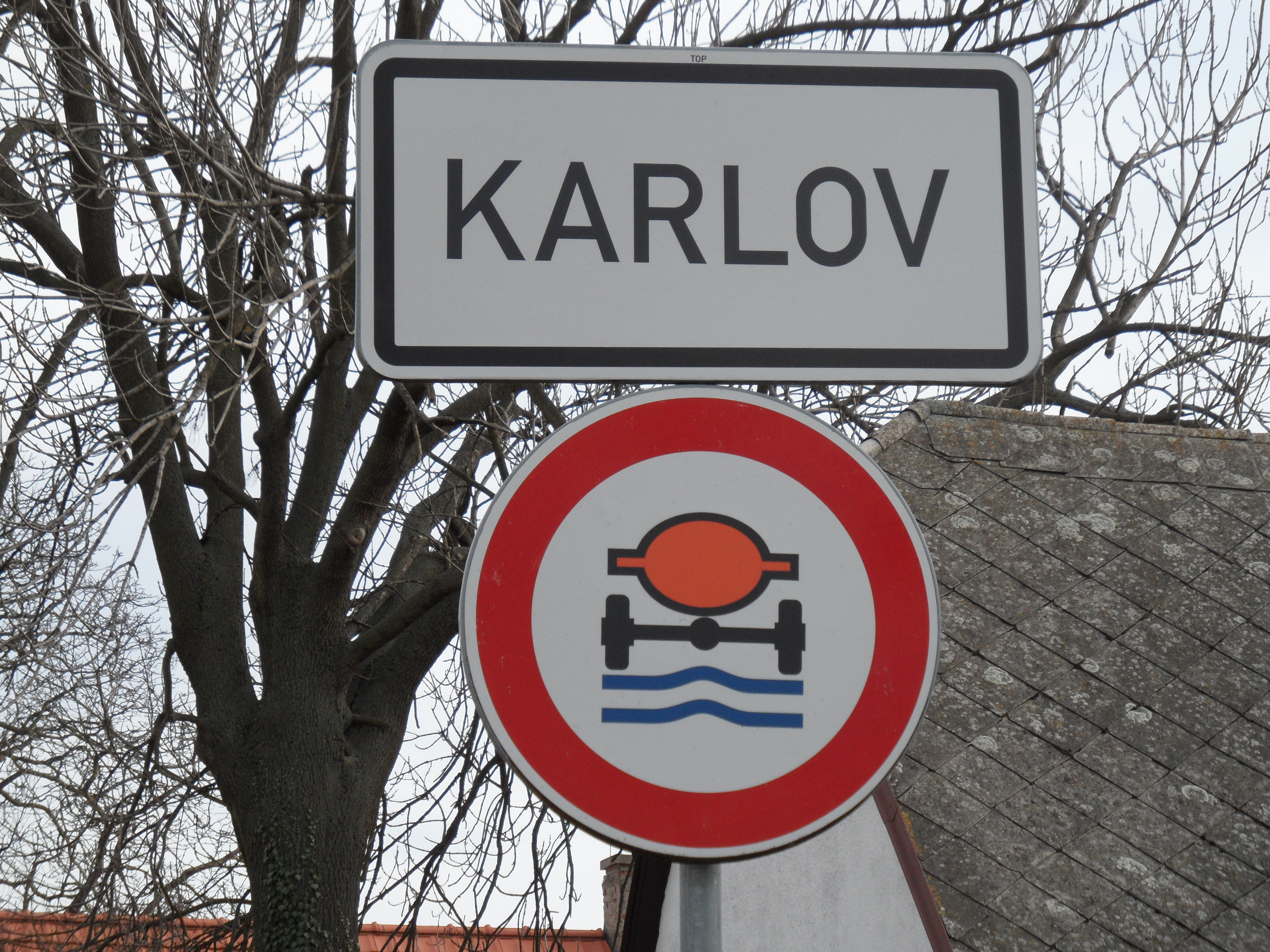
Dopravní značka pouze s prvním jménem vsi